# اره (فرنچایز)
اره (به انگلیسی: Saw) یک فرنچایز چندرسانه‌ای آمریکایی در ژانر ترسناک است که توسط جیمز وان و لی ونل خلق شد.

## فیلم‌ها
| فیلم          | تاریخ انتشار    | کارگردان        | فیلمنامه                     | داستان                                     | تهیه‌کننده                        |
| سری اصلی      | سری اصلی        | سری اصلی        | سری اصلی                     | سری اصلی                                   | سری اصلی                         |
| ------------- | --------------- | --------------- | ---------------------------- | ------------------------------------------ | -------------------------------- |
| اره           | ۲۹ اکتبر ۲۰۰۴   | جیمز وان        | لی ونل                       | جیمز وان و لی وانل                         | گرگ هافمن، اورن کولس و مارک بورگ |
| اره ۲         | ۲۸ اکتبر ۲۰۰۵   | دارن لین بوسمن  | لی وانل و دارن لین بوسمن     | لی وانل و دارن لین بوسمن                   | گرگ هافمن، اورن کولس و مارک بورگ |
| اره ۳         | ۲۷ اکتبر ۲۰۰۶   | دارن لین بوسمن  | لی وانل                      | جیمز وان و لی وانل                         | اورن کولس و مارک بورگ            |
| اره ۴         | ۲۶ اکتبر ۲۰۰۷   | دارن لین بوسمن  | پاتریک ملتون و مارکوس دانستن | پاتریک ملتون و مارکوس دانستن و توماس فنتون | اورن کولس و مارک بورگ            |
| اره ۵         | ۲۴ اکتبر ۲۰۰۸   | دیوید هکل       | پاتریک ملتون و مارکوس دانستن | پاتریک ملتون و مارکوس دانستن               | اورن کولس و مارک بورگ            |
| اره ۶         | ۲۳ اکتبر ۲۰۰۹   | کوین گرویترت    | پاتریک ملتون و مارکوس دانستن | پاتریک ملتون و مارکوس دانستن               | اورن کولس و مارک بورگ            |
| اره ۷         | ۲۹ اکتبر ۲۰۱۰   | کوین گرویترت    | پاتریک ملتون و مارکوس دانستن | پاتریک ملتون و مارکوس دانستن               | اورن کولس و مارک بورگ            |
| فیلم‌های مستقل |                 |                 |                              |                                            |                                  |
| جیگسا         | ۲۷ اکتبر ۲۰۱۷   | برادران اسپیریگ | جاش استولبرگ و پیتر گلدفینگر | جاش استولبرگ و پیتر گلدفینگر               | اورن کولس و مارک بورگ            |
| مارپیچ        | ۱۴ مه ۲۰۲۱      | دارن لین بوسمن  | جاش استولبرگ و پیتر گلدفینگر | جاش استولبرگ و پیتر گلدفینگر               | اورن کولس و مارک بورگ            |
| اره ۱۰        | ۲۹ سپتامبر ۲۰۲۳ | کوین گروترت     | جاش استولبرگ و پیتر گلدفینگر | جاش استولبرگ و پیتر گلدفینگر               | اورن کولس و مارک بورگ            |

## فروش
| فیلم       | تاریخ اکران   | فروش          | فروش          | فروش           | بودجه                | منابع       |
| فیلم       | تاریخ اکران   | آمریکا کانادا | بازارهای دیگر | سراسر جهان     | بودجه                | منابع       |
| ---------- | ------------- | ------------- | ------------- | -------------- | -------------------- | ----------- |
| اره        | ۲۹ اکتبر ۲۰۰۴ | $۵۵٬۱۸۵٬۰۴۵   | $۴۷٬۹۱۱٬۳۰۰   | $۱۰۳٬۰۹۶٬۳۴۵   | $۱٬۰۰۰٬۰۰۰–۱٬۲۰۰٬۰۰۰ | [ ۱ ] [ ۲ ] |
| اره ۲      | ۲۸ اکتبر ۲۰۰۵ | $۸۷٬۰۳۹٬۹۶۵   | $۶۰٬۷۰۸٬۵۴۰   | $۱۴۷٬۷۴۸٬۵۰۵   | $۴٬۰۰۰٬۰۰۰           | [ ۳ ]       |
| اره ۳      | ۲۷ اکتبر ۲۰۰۶ | $۸۰٬۲۳۸٬۷۲۴   | $۸۴٬۶۳۵٬۵۵۱   | $۱۶۴٬۸۷۴٬۲۷۵   | $۱۰٬۰۰۰٬۰۰۰          | [ ۴ ]       |
| اره ۴      | ۲۶ اکتبر ۲۰۰۷ | $۶۳٬۳۰۰٬۰۹۵   | $۷۶٬۰۵۲٬۵۳۸   | $۱۳۹٬۳۵۲٬۶۳۳   | $۱۰٬۰۰۰٬۰۰۰          | [ ۵ ] [ ۶ ] |
| اره ۵      | ۲۴ اکتبر ۲۰۰۸ | $۵۶٬۷۴۶٬۷۶۹   | $۵۷٬۱۱۷٬۲۹۰   | $۱۱۳٬۸۶۴٬۰۵۹   | $۱۰٬۸۰۰٬۰۰۰          | [ ۷ ]       |
| اره ۶      | ۲۳ اکتبر ۲۰۰۹ | $۲۷٬۶۹۳٬۲۹۲   | $۴۰٬۵۴۰٬۳۳۷   | $۶۸٬۲۳۳٬۶۲۹    | $۱۱٬۰۰۰٬۰۰۰          | [ ۸ ]       |
| اره سه‌بعدی | ۲۹ اکتبر ۲۰۱۰ | $۴۵٬۷۱۰٬۱۷۸   | $۹۰٬۴۴۰٬۲۵۶   | $۱۳۶٬۱۵۰٬۴۳۴   | $۱۷٬۰۰۰٬۰۰۰          | [ ۹ ]       |
| جیگ‌ساو     | ۲۷ اکتبر ۲۰۱۷ | $۳۸٬۲۴۹٬۱۵۸   | $۶۴٬۹۰۰٬۲۳۶   | $۱۰۳٬۱۴۹٬۳۹۴   | $۱۰٬۰۰۰٬۰۰۰          |             |
| مارپیچ     | ۲۱ مه ۲۰۲۱    | $۲۳٬۲۱۶٬۸۶۲   | $۱۷٬۴۰۲٬۰۵۸   | $۴۰٬۶۱۸٬۹۲۰    | $۲۰٬۰۰۰٬۰۰۰          | [ ۱۰ ]      |
| مجموع      | مجموع         | $۴۷۷٬۱۸۳٬۷۶۲  | $۵۳۹٬۷۰۷٬۹۲۴  | $۱٬۰۱۶٬۸۹۱٬۶۸۸ | $۹۴٬۰۰۰٬۰۰۰ برآورد   |             |